# 글리비체 아레나

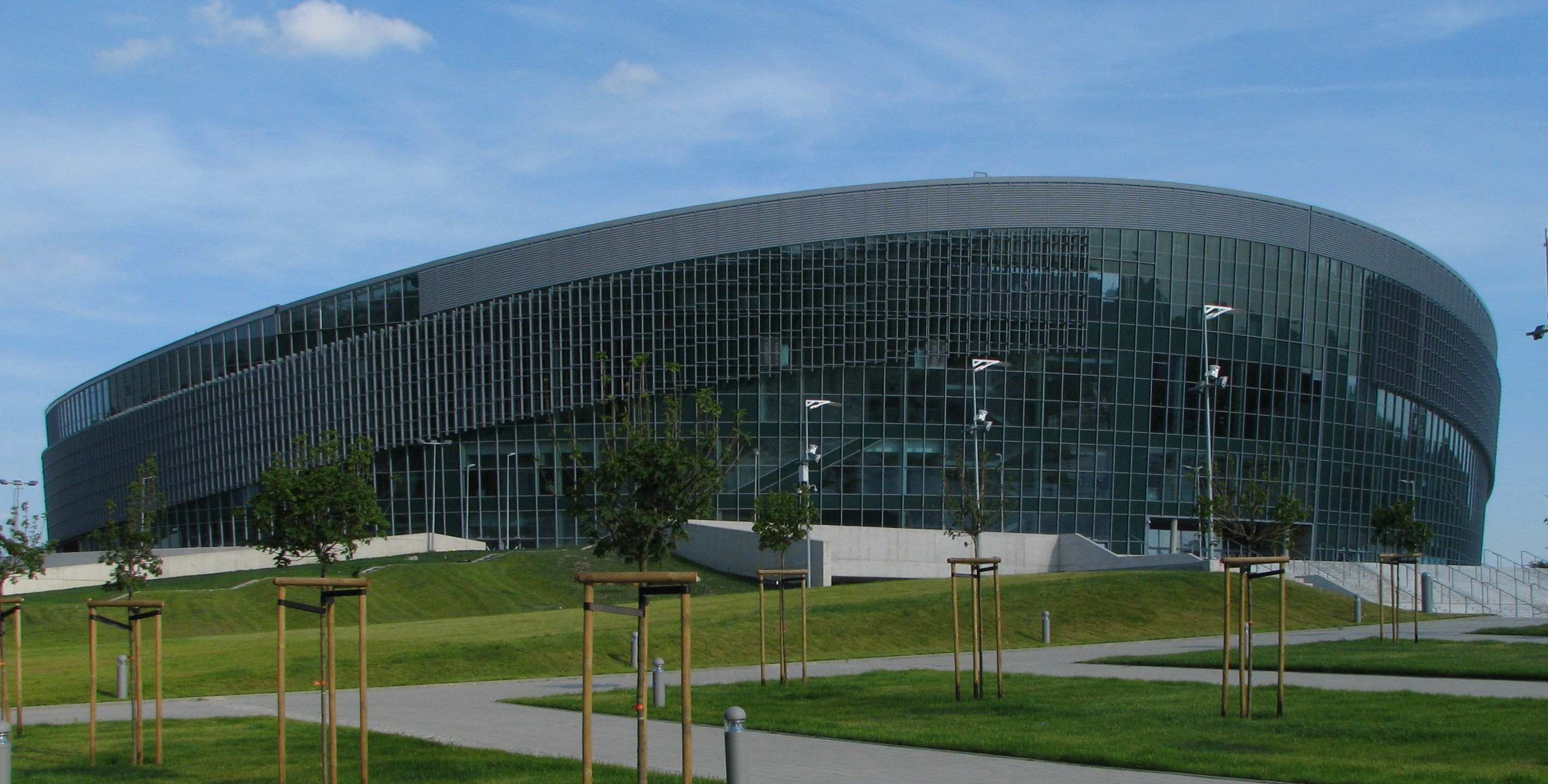
글리비체 아레나

글리비체 아레나(폴란드어: Gliwice Arena)는 폴란드 실롱스크주 글리비체에 있는 다목적 실내 경기장이다. 이 경기장은 4개 스탠드에 13,752개의 좌석이 있으며, 메인 경기장에는 입석 공간을 포함하여 최대 17,178명의 관중을 수용할 수 있어 폴란드에서 가장 큰 엔터테인먼트 및 스포츠 홀 중 하나다.